# (1122) Neith
(1122) Neith ist ein Asteroid des Hauptgürtels, der am 17. September 1928 vom belgischen Astronomen Eugène Joseph Delporte in Ukkel entdeckt wurde. 
Der Asteroid trägt den Namen der ägyptischen Göttin Neith.